# Богдановский сельский совет (Двуречанский район)
Богдановский сельский совет — входит в состав 
Двуречанского района Харьковской области
Украины.
Административный центр сельского совета находится в 
село Богдановское.

## История
- 1943 — дата образования.

## Населённые пункты совета
- село Богдановское

### Ликвидированные населённые пункты
- посёлок Гряниковка